# 1476 Cox
1476 Cox је астероид главног астероидног појаса чија средња удаљеност од Сунца износи 2,281 астрономских јединица (АЈ).
Апсолутна магнитуда астероида је 12,9 а геометријски албедо 0,108.